# Серобрюхая красно-чёрная славка
Серобрюхая красно-чёрная славка (лат. Bathmocercus rufus) — вид воробьиных птиц из семейства цистиколовых. Выделяют два подвида (номинативный и vulpinus).

## Распространение
Обитают в Африке на территории Камеруна, Габона, ЦАР, Конго, ДРК, Южного Судана, Уганды, Кении и Танзании.

## Описание
Длина тела 12-13 см. Вес 15-20 г. Коренастые птицы с короткими крыльями, их хвост состоит из десяти перьев. У самца номинативного подвида лоб, передняя часть макушки, лицо, подбородок и горло чёрного цвета, переходящего в виде V-образного пятна к центру верхней части брюшка. Задняя часть головы, шея, верх и грудь темно-рыжевато-бурые, верхняя часть крыла черноватая с рыжевато-коричневыми краями перьев, хвост темно-рыжевато-бурый; брюшко и подхвостье оливково-серые; радужная оболочка тёмно-красная или красно-коричневая; ноги голубоватые или пурпурно-серые.
У самки чёрные лицо, горло, а грудь как и у самца, но не рыжеватая. Верхняя сторона тела оливково-серая, шея и грудь по бокам серые, снизу становятся более серо-охристыми. Хвост и крылья темно-серо-коричневые.
Молодые особи темно-оливково-серого цвета с более светлым низом (по центру), самец с некоторой рыжей каймой на крыльях и на хвосте.
Представители подвида vulpinus немного менее темные и более рыжие, чем представители номинативного подвида, грудь самки по бокам более бледно-серая.

## Биология
Рацион состоит в основном из мелких насекомых (жуков, гусениц, многоножек, муравьев и их яиц), также едят мелких улиток. В кладке два яйца.

## Охранный статус
МСОП присвоил виду охранный статус LC.